# Suzanne Kohn (aviadora)
Suzanne Kohn (Paris, 15 de fevereiro de 1911 – Tourrette-Levens, 19 de setembro de 2000) foi uma aviadora francesa.
Kohn nasceu em Paris, em uma abastada família judia; um de quatro filhos, sua irmã Antonieta viria a tornar-se uma notável pintora e resistente francesa durante a Segunda Guerra Mundial.
Em 1939, Kohn voou um Caudron C. 600 Aiglon de Orly, na França, para Madagáscar. Ela partiu no dia 25 de Maio, chegou a Elisabethville em 13 de junho, e a Ivato em 19 de junho. Em seu voo de ida e volta, ela parou no Egipto, na Síria e em Tripolitânia, na Líbia.